# 國立原住民族博物館
國立原住民族博物館為中華民國原住民族委員會規劃中的國家級台灣原住民族博物館，預定地位於高雄市鳥松區澄清湖舊澄清湖青年活動中心範圍，預計2032年開館。

## 歷史
國立原住民族博物館設立之法源為在2015年6月16日立法院三讀通過《博物館法》第6條，規定：「為蒐藏、保存、研究原住民族文獻、歷史與文物，中央目的事業主管機關應設置原住民族博物館，推動原住民族文化永續發展。」同年12月9日，原住民族委員會宣布國立原住民族博物館興建地點初步規劃在新北市鶯歌區，計畫已獲行政院核定。

### 重新選址
初定北部原因
2016年3月，花蓮縣立法委員蕭美琴質詢時任行政院院長張善政為何原住民族的博物館始終將原住民族人口比例較高的花蓮縣與臺東縣排除在候選名單外，但張善政並未回應，事後原住民委員會解釋本案一開始是希望在大台北地區建立具代表性的原住民族博物館，以突顯原住民族文化在台灣的代表性，
國立原住民族博物館館最初的預定地候選名單揭在大台北都會區內，因新北市與桃園市提出無償撥用的土地所以優先考慮，但桃園提出的桃園高鐵站特定區屬於高鐵局及桃園航空城用地，土地取得時程預計將耗時四年之久，故選定新北市三鶯新生地。後因數個縣市皆提出有意願爭取，在部分立委的爭取下時任行政院長張善政宣布博物館地點將重新評估。
選定高雄建館
2016年總統選舉時政黨輪替，在此前行政院就已決定由新政府選定新址。2017年9月21日，原民會宣布國立原住民族博物館興建地點落腳在高雄市鳥松區澄清湖。花蓮縣原住民行政處長陳建村表示，花蓮縣有將近十萬原住民，涵蓋六大原住民族群，人數位居全國第一，強調原住民族博物館最適合設在花蓮，也是唯一能夠與花蓮在地結合的「活的博物館」。民進黨立委蕭美琴也認為，高雄僅有那瑪夏、桃源及茂林三處原鄉區域，不若花東或屏東縣這些「真正原鄉」。
擔任原民會選址小組委員的浦忠成回應，花蓮縣各項評選項目一直名列選址排名的前3名，但因花蓮縣政府提出的「東方夏威夷」地處砂婆礑溪行水區，地質學家認為這不利於博物館的設置，因此請花蓮縣府另外找尋合適的基地。然而之後遲遲都未能得到花蓮縣政府提出有效改善因應計畫，成為此次評選無法脫穎而出的主因之一。

### 興建時期
2021年3月29日原博館興建計畫通過行政院環境保護署環境影響評估審查，環評完成後進入綜合規劃階段。預定地（原澄清湖青年活動中心）於2021年12月21日經高雄市都市計畫委員會第97次會議決議通過原博館專用區都市計畫變更案、內政部都委會審查。2024年3月19日行政院核定第1期興建經費新台幣58億5,900萬元，5月6日行政院長陳建仁前往高雄市澄清湖園區視察，並宣布核定原民會提出的國立原住民族博物館第1期新建經費58億5,900萬元，致詞時表示，證據顯示世界南島民族起源地就是台灣，希望原博館不只是台灣原住民族的博物館，也是世界南島民族的博物館。預計在2031年完工、2032年營運開幕。